# Ровная Поляна
Ровная Поляна — деревня в Любинском районе Омской области, в составе Протопоповского сельского поселения .

## География
Расположена в 12 км к юго-западу от посёлка Любинский.

## История
Основана в 1907 году. До 1917 года лютеранское село Омского уезда Акмолинской области. С 1925 по 1960 гг. центр Помогаевского сельсовета.

## Население
| год     | 1920 | 1926 | 1970 | 1979 | 1989 | 2010 |
| ------- | ---- | ---- | ---- | ---- | ---- | ---- |
| человек | 199  | 182  | 383  | 299  | 289  | 298  |

Национальный состав
Согласно результатам переписи 2002 года, в национальной структуре населения русские составляли 38 %, немцы -  52% от общей численности населения в 295 чел..